# Minnie Riperton
Minnie Julia Riperton (Chicago, 8 novembre 1947 – Los Angeles, 12 luglio 1979) è stata una cantautrice statunitense, nota soprattutto per la sua voce di 4 ottave e mezzo. Il suo singolo Lovin' You nel 1975 arrivò al primo posto nella Billboard Hot 100, al secondo nella Official Singles Chart del Regno Unito e al sesto nei Paesi Bassi..
Negli anni '70 la stampa l'aveva soprannominata Queen of the whistle register per la sua abilità non solo di cantare note nel registro di fischio, ma interi versi di canzoni, scalando persino nota.
Nel 1978 ricevette il Courage Award dell'American Cancer Society, associazione contro il cancro, che le venne consegnato alla Casa Bianca dal presidente di allora Jimmy Carter.

## Biografia

### Infanzia e formazione
Minnie Riperton nacque nel 1947, la più piccola degli otto figli di Thelma Matthews (1911–2005), insegnante, e Daniel Webster Riperton (1898–1991), un facchino della stazione, mestiere all'epoca riservato soprattutto agli afroamericani perché comportava, oltre al trasporto delle valigie dei ricchi passeggeri bianchi, anche il lustrare scarpe e offrire ai passeggeri tutto ciò che desideravano servendoli.
Crebbe con la sua numerosa famiglia in un quartiere molto povero di Chicago ma, nonostante le ristrettezze economiche, i suoi genitori, riconoscendo le sue capacità vocali, la incoraggiarono fin da subito a dedicarsi allo studio della musica e della voce iscrivendola alla prestigiosa Abraham Lincoln Center, dove si appassionò di musica e studiò canto, recitazione e ballo. La sua insegnante nera Marion Jeffery era così convinta delle capacità di soprano della sua allieva che la spinse a studiare ulteriormente canto lirico alla Junior Lyric Opera di Chicago.
Tuttavia, ormai adolescente, si stava ormai interessando ad altri generi musicali di ascolto abituale in famiglia, quali il soul, l'R&B e il funk, tipici della black music. Dopo essersi diplomata alla Hyde Park Academy High School, si iscrisse anche al Loop College (oggi col nome "Harold Washington College"), che però abbandonò per proseguire con la sua carriera musicale.

### Gli inizi
All'età di quindici anni, Raynard Miner, un pianista afroamericano cieco, la sentì cantare a cappella nel coro dell'Hyde Park Academy High School dove la ragazza andava, e diventò il suo manager. Creò una sua band al femminile, The Gems, che ebbe un successo relativamente limitato ma che si rivelò un buon inizio per la carriera di Riperton. Alla fine il gruppo divenne un coro di sostegno, e fu durante questo periodo che fece i cori della canzone di maggiore successo di Fontella Bass Rescue Me, del 1965.
Nel 1964, le Gems pubblicarono un successo locale, I Can't Help Myself, e il loro ultimo singolo, He Makes Me Feel So Good (1965). Successivamente  nel 1967, col nome di The Starlets, pubblicarono My Baby's Real, singolo che divenne un successo nazionale, ancora oggi considerato un classico del soul. Era una canzone prodotta dalla Motown che ricordava Tammi Terrell, morta poi nel 1970. Nel 1968 fu pubblicato come seguito Watered Down, l'ultima uscita del gruppo femminile di Minnie Riperton, che si sciolse poco dopo.
Mentre aveva un contratto con lo Studio Three, Minnie Riperton conobbe il suo mentore, il produttore Billy Davis, che scrisse per lei il suo primo successo locale Lonely Girl, così come il lato B del vinile, You Gave Me Soul. Per omaggiarlo usò lo pseudonimo Andrea Davis per l'uscita di quei due singoli.

### I Rotary Connection
Nel 1966, alcuni mesi dopo che i suoi singoli come Andrea Davis arrivarono in radio, si unì ai Rotary Connection, un gruppo funky creato da Marshall Chess, figlio dell'importante fondatore della Chess Records Leonard Chess. I Rotary Connection erano composti da Minnie, Chess, Judy Hauff, Sidney Barnes e Charles Stepney. Essi pubblicarono il loro album di debutto Rotary Connection nel 1968 e, successivamente, altri cinque album: Aladdin, dello stesso anno, l'album natalizio Peace e Songs (1969), Dinner Music (1970) e Hey Love (1971).

### La carriera da solista
Dopo i Rotary Connection, nel 1970 iniziò a cantare come solista, pubblicando quello stesso anno il suo album di debutto Come to My Garden, prodotto, arrangiato e ampiamente supportato dal suo ex compagno di band dei Rotary Connection e amico Charles Stepney, che credeva molto in lei ed era fortemente convinto che lei col suo talento "avrebbe fatto sicuramente più successo di tutti noi altri membri della band messi insieme!". Molte canzoni dell'album vennero scritte da Stepney assieme al cantante e musicista Richard Rudolph, di cui si innamorò e si sposò nel 1970 e dal quale ebbe due figli: Marc e Maya.

### Il successo:Perfect AngeleLovin' You

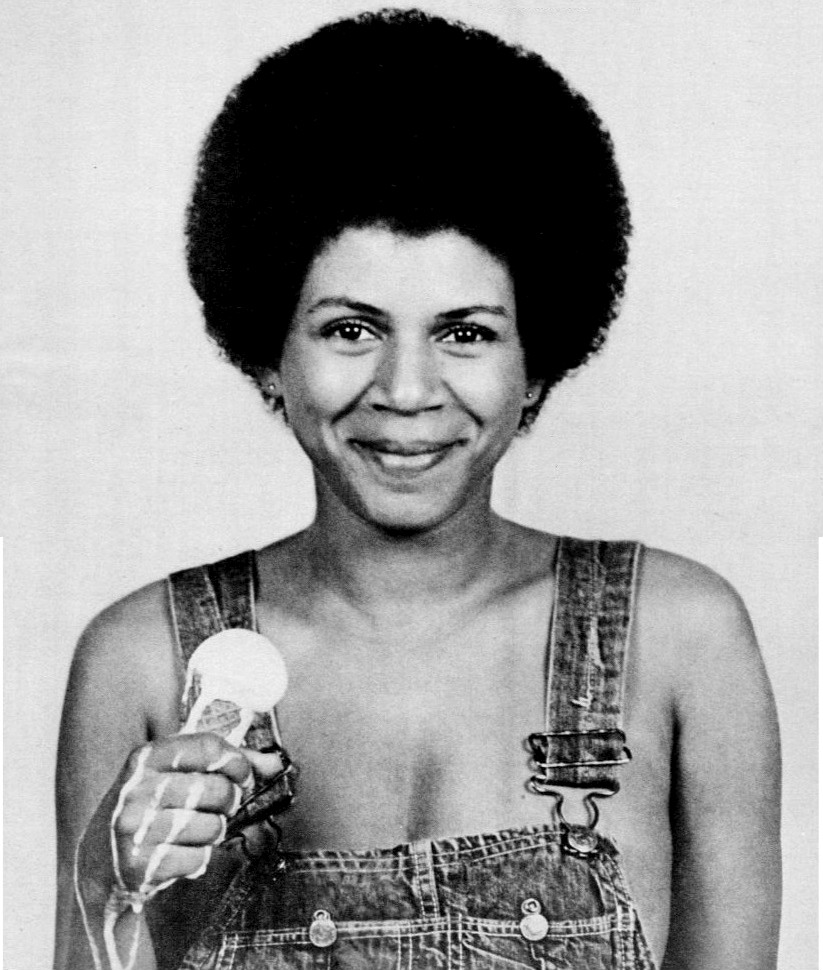
Minnie Riperton nel 1974

Dopo Come to My Garden, con l'etichetta Epic Records nel 1974 pubblicò l'album Perfect Angel, prodotto da Stevie Wonder, rivelatosi uno dei dischi più venduti in assoluto di Riperton.
Conteneva l'inno rock-soul Reasons, il secondo singolo Take a Little Trip (scritto da Stevie Wonder) e il terzo singolo Seeing You This Way. Quando l'Epic era già in procinto di passare a produrre al prossimo disco, il giovane produttore e neo marito Richard Rudolph li convinse a pubblicare un altro singolo, il quarto dell'album, Lovin' You, con cui l'album prese piede, tanto che la sola canzone nell'aprile del 1975 salì in cima alla Billboard Hot 100 negli Stati Uniti e entrò in classifica in altri ventiquattro paesi del mondo. La canzone era stata inizialmente realizzata come demo in una versione casalinga con il semplice intento di farla ascoltare alla neonata figlia Maya per tranquillizzarla con la voce della madre nel caso in cui non fosse stata vicina a lei, tanto che nel finale del brano la cantante intonava a più riprese il nome della bimba. Il singolo ha raggiunto la posizione n. 2 nella UK Singles Chart, e la n. 3 nelle classifiche R&B statunitensi. Ha venduto più di un milione di copie e ha ricevuto un disco d'oro dal RIAA nel dicembre del 1975. L'intero album divenne d'oro e l'artista fu acclamata all'unanimità dalla critica musicale, soprattutto per la sua voce estesissima.
Dopo Perfect Angel insieme al marito in veste di autore e produttore pubblicarono altri quattro album in studio, compreso il postumo Love Lives Forever, ma Perfect Angel del 1975 rimase quello di maggiore successo.
Riperton registrò anche i cori in diverse canzoni di Stevie Wonder, quali Creepin' e It Ain't No Use dall'album Fulfillingness' First Finale del 1974, e Ordinary Pain da Songs in the Key of Life del 1976.

### Gli ultimi anni di vita e la morte
Il 24 agosto 1976 rivelò al The Tonight Show di essere affetta da un tumore al seno per il quale aveva già subito una mastectomia. Riperton disse che la presenza del cancro fu diagnosticata in ritardo, tanto che infatti si era già esteso al sistema linfoide, e che di conseguenza i medici dissero che le rimanevano circa sei mesi di vita.
All'inizio del 1979, durante la registrazione del suo ultimo album, Minnie, il suo cancro progredì al punto di immobilizzarle il braccio destro, che infatti nelle sue ultime esibizioni in TV (come al Mike Douglas Show) rimase fermo.

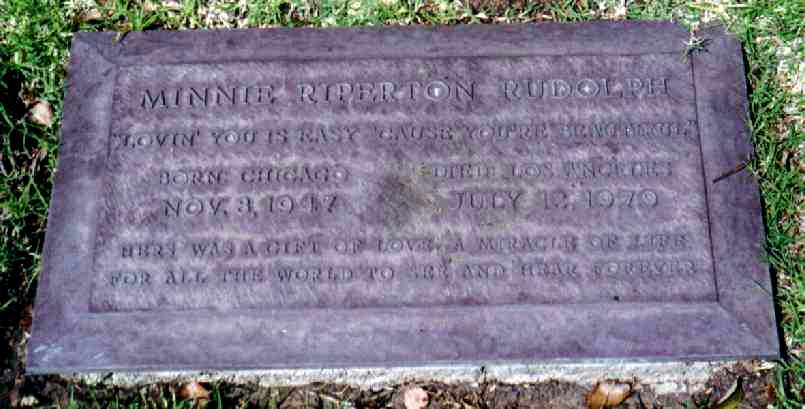
Tomba di Minnie Riperton, con sopra incise le prime parole del suo successo Lovin' You

A metà giugno del 1979 Riperton era ormai sempre costretta a letto, e venne ricoverata al Cedars-Sinai Medical Center di Los Angeles il 10 luglio dello stesso anno.
Giovedì 12 luglio 1979, alle ore 10, Minnie Riperton morì a soli 31 anni tra le braccia del marito. Quella domenica, ai suoi funerali parteciparono più di 500 persone tra cui molte personalità di spicco della scena musicale dell'epoca. Riperton fu sepolta al Westwood Village Memorial Park Cemetery di Los Angeles. Il suo epitaffio è costituito dal primo verso della sua canzone più famosa: Lovin' you is easy 'cause you're beautiful.
Il suo grandissimo amico e collega Stevie Wonder, presente al funerale, ha reso ulteriormente omaggio a Minnie Riperton durante un episodio del programma televisivo Soul Train, andato in onda poco dopo la sua morte nel settembre 1979.
Il 7 giugno 2009, la serie Unsung ha presentato in anteprima un documentario sulla carriera e la vita di Riperton. Comprendeva interviste con suo marito Richard, il figlio Marc, la figlia Maya, la sorella Sandra Riperton e molti altri che hanno lavorato con lei.

## Vita privata
È stata sposata con il cantautore e produttore musicale Richard Rudolph, dal 1968 fino alla sua prematura morte il 12 luglio 1979. La coppia ebbe due figli, Marc detto "Ringo" (nato nel 1969) e Maya Rudolph (nata nel 1972), poi divenuta una famosissima comica e attrice.

## Discografia

### Album in studio
- 1970 - Come to My Garden (GRT Records)
- 1974 - Perfect Angel (Epic Records)
- 1975 - Adventures in Paradise (Epic)
- 1977 - Stay in Love (Epic)
- 1979 - Minnie (Capitol Records)
- 1980 - Love Lives Forever (postumo) (Capitol) postumo

### Raccolte postume
- 1981 - The Best of Minnie Riperton
- 1993 - Capitol Gold: The Best of Minnie Riperton
- 1997 - Her Chess Years
- 2001 - Petals: The Minnie Riperton Collection
- 2001 - Les Fleurs: The Minnie Riperton Anthology

### Singoli
- 1972 - Les fleurs
- 1974 - Reasons
- 1974 - Seeing You This Way
- 1975 - Lovin' You
- 1975 - Inside My Love
- 1975 - Simple Things
- 1976 - Adventures in Paradise
- 1977 - Stick Together (Part One)
- 1977 - Wouldn't Matter Where You Are
- 1977 - Young Willing and Able
- 1979 - Memory Lane
- 1979 - Lover and Friend
- 1980 - Here We Go (feat. Peabo Bryson)
- 1980 - Give Me Time